# Шварцман, Роман Маркович
Рома́н Ма́ркович Шва́рцман (род. 7 ноября 1936 года, Бершадь, УССР, СССР) — председатель Одесской региональной ассоциации евреев — бывших узников гетто и нацистских концлагерей.
Вице-президент Всеукраинской Ассоциации евреев — бывших узников гетто и нацистских концлагерей, председателем которой является Забарко Борис Михайлович.
Заместитель председателя Совета Одесского общества еврейской культуры и управляющий общественно-культурным центром.
Заслуженный машиностроитель Украины.

## Биография
Родился в 1936 году, в простой еврейской семье, в г. Бершадь, Винницкой области. В семье было девять детей, седьмым был Роман Шварцман. Мать была домохозяйкой, отец работал на Бершадском спиртовом заводе охранником. Когда закончилась Великая Отечественная война, все архивные и личные документы были сожжены и тогда, чтобы восстановить возраст Роману, врачом районной поликлиники был проведён внешний осмотр.
По окончании войны, в 1945 году, девятилетний пошёл в первый класс Бершадской средней школы. В 1955 году он переезжает в Одессу, где поступает в ПТУ № 2, по специальности слесарь-сборщик, которое окончил 1956 году. С 1957 по 1963 года учился в Одесском институте инженеров морского флота, на специальность инженер-механик. Трудовую деятельность начал на одесском заводе Полиграфмаш, где и работал до выхода на пенсию. В его трудовой книжке всего одна запись.
В 1959 году женился.
В 1992 стал членом международной организации бывших узников гетто и концлагерей, которая была основана в Одессе в 1991 году. По сегодняшний день он остаётся постоянным и действующим членом организации. В 1993 году на втором съезде членами международной организации было принято решение о создании региональных ассоциаций бывших узников гетто и концлагерей, а штаб квартиру международного союза перенести в Москву. В 1991 году была создана Одесская региональная ассоциация бывших узников гетто, где Роман был заместителем председателя, которым на тот момент времени был Леонид Сушон.
В 2002 году на Одесской региональной конференции, посвящённой итогам работы ассоциации, Роман был избран председателем ассоциации, руководителем которой является и по сегодняшний день.
Он содействует ежегодным торжественным мероприятиям в Прохоровском сквере, посвящённым Международному дню памяти жертв Холокоста, который весь мир отмечает 27 января, международному дню освобождения узников концлагерей, ежегодно отмечается 12 апреля, а также проведению мероприятий на тему Холокоста в еврейском культурном центре Beit Grand, просветительским мероприятиям в школах, университетах и на телевидении. Является почётным гостем международных конференций, посвящённых теме Холокоста.
Активно участвует в развитии и совершенствовании работы музея Холокоста, созданным ассоциацией узников и открытым в 2009 году.

## Воспоминания о Холокосте
В 1941 году вся Украина была оккупирована немецкими и румынскими войсками. В первые дни начала Великой Отечественной войны отец и старший брат Романа Шварцмана, ушли на фронт. В начале июля мать, с восемью маленькими детьми пытались эвакуироваться. После двух недельных попыток эвакуации, они вынуждены были вернуться домой, из-за активного наступления фашистских войск.
В конце июля — начале августа в Бершадь вошли немцы. А в начале сентября указом коменданта немецкой администрации на территории города было организовано два гетто, в одном из которых и находилась семья Романа.
В Бершадское гетто были депортированы евреи с Бессарабии и близлежащих районов Винницкой области.
Общая численность евреев составила 25 000 человек. За период с июня 1941 по март 1944 годах немецкими и румынскими фашистами было уничтожено 13 871 евреев.
В период оккупации, в 1942 году во время работы по ремонту моста через реку Дохно, от рук румынских надзирателей был застрелен один из старших братьев Романа. Чуть позже эта история легла в основу одного из фильмов израильского режиссёра Бориса Мавцера
Невыносимые условия жизни в гетто оставили свой отпечаток на всю жизнь.
29 марта 1944 года город Бершадь был освобождён Красной армией. В 1945 году, после освобождения Европы от фашистской чумы, отец Романа из Берлина был мобилизован на войну против Японии. Домой он вернулся только в 1946, после того как Красная армия одержала победу над фашистской Японией. Старший брат Романа, ушедший на фронт, живым не вернулся. И только в 1953 году семья получила похоронку о том, что он погиб на северном фронте, защищая Ленинград. Его имя запечатлено в «Чёрной книге», авторами которой стали Василий Гроссман, Илья Эренбург.

## Награды
- Орден «За заслуги» I степени[11]
- Орден «За заслуги» 2 степени[12]
- Орден «За заслуги» 3 степени[13]
- Медаль «За трудовое отличие»
- Звание «Заслуженный машиностроитель Украины»
- Знак отличия перед г. Одесса
- Юбилейные медали за Государственные и Международные заслуги
- Почётный знак отличия Одесского городского головы «Трудовая слава»[14][15].
- Кавалерский Крест ордена «За заслуги перед Федеративной Республикой Германия»[16][17]

## Общественная деятельность

### Одесская региональная ассоциация бывших узников гетто и концлагерей
В Одессе был создан первый учредительный съезд, на котором был создан «Международный Союз евреев — бывших узников гетто и нацистских концлагерей». И только через несколько лет такие ассоциации открылись в Киеве и в Москве.
В 1991 году была создана Одесская региональная ассоциация бывших узников гетто и концлагерей.
Основной целью создания ассоциации является: объединение евреев — бывших узников гетто и нацистских концентрационных лагерей в период Великой Отечественной войны, защита их прав, свобод и интересов, координация деятельности объединений, расположенных на территории Одессы и Одесской области. Задачи ассоциации — противодействие фашизму, экстремизму и другим проявлениям расовой дискриминации, выявление мест массового уничтожения евреев в период Великой Отечественной войны, увековечивание памяти жертв геноцида, увековечение и поиск людей, спасавших евреев, с целью предоставления им звания Праведник народов мира.

### Памятники жертвам Холокоста
Особо следует выделить деятельность руководителя Одесской региональной организации бывших узников гетто и концлагерей Романа Марковича Шварцмана, благодаря усилиям которого стало возможным установление в Одессе, Одесской и Николаевской областях более 30 памятников и памятных знаков, посвящённых памяти евреев, уничтоженных в Катастрофе.
В память о жертвах Холокоста, в городе Одесса на Люстдорфской дороге, 27 сооружён Мемориальный комплекс, где ежегодно 23 октября проходит траурный митинг.
На этом месте было найдено три дополнительных участка с останками, и вероятно существуют ещё два. Румынскими и немецкими оккупантами было сожжено 25 000 еврейских детей, женщин и стариков.
Как прокомментировал Роман Шварцман:
В любом месте, где вы копаете, вы найдёте кости - зубы и черепа и это ужасно
В Прохоровском сквере, на месте мемориала жертвам Холокоста (дорога смерти), созданным узником Богдановского гетто Яковом Маниовичем, под руководством Романа Шварцмана постоянно проводятся мероприятия по уходу за памятниками и аллеей праведников мира.
В 2016 году в Балте на центральной площади открыт мемориал жертвам Холокоста, мемориальный комплекс жертвам Холокоста и Праведникам народов мира, в том числе королеве Румынии Елене.
Памятники также открыты в с. Доманевка, с. Богдановка, в г. Белгород-Днестровском, г. Саврани, г. Тарутино и многих других населённых пунктах территории Транснистрии.
По словам Романа Шварцмана, около 240 тысяч евреев были уничтожены нацистами на территории Транснистрии. В 2015 году в с. Гвоздавка-2 была обнаружена массовая могила с останками около 3500 евреев. Где впоследствии также был установлен памятный знак.
В своём интервью The Associated Press, Роман Шварцман сказал:
Там лежат несколько тысяч евреев, казнённых нацистами

### Международные выступления
В ходе российского вторжения в Украину в конце января 2025 года Роман Шварцман выступил в парламенте ФРГ на заседании в память жертв нацистской Германии. В своем выступлении Роман провел параллель между пережитыми им преступлениями нацистов во время Второй мировой войны и переживаемой им с 2022 года полномасштабной российской военной агрессией против Украины словами «В те времена меня пытался убить Гитлер, поскольку я еврей. Сейчас Путин пытается убить меня, потому что я украинец». Шварцман призвал «положить конец варварству», «чтобы никто больше не испытывал страданий и пыток», и призвал к увеличению военной поддержки Украины. Выступавший также президент Германии Франк Штайнмайер напомнил об ответственности Германии за Холокост.

## Создание музея Холокоста
Официальное открытие музея Холокоста в Одессе (Holocaust Museum in Odessa) состоялось 22 июня 2009 года.
Председатель Ассоциации бывших узников концлагерей и гетто Роман Шварцман отметил:
Этот музей должен стать школой, университетом для молодёжи, для того чтобы они понимали, что такое Холокост
В настоящее время в музее представлены более 4 тысяч экспонатов. За несколько лет, с момента открытия, музей посетило около 20 тысяч человек из разных стран мира: послы, дипломаты, руководители города и области, студенты и школьники, и просто люди, которые помнят или хотят узнать о той страшной трагедии, которая называется Холокост.